# Плачущий убийца (фильм, 1958)
«Плачущий убийца» (англ. The Cry Baby Killer) - американский молодёжный триллер, снятый режиссёром  Роджером Корманом в 1958 году.
Дебют в кино актёра Джека Николсона.
Премьера фильма состоялась 17 августа 1958 года.

## Сюжет
Фильм основан на реальных событиях — ограблении придорожного кафе в Инглвуде, Калифорния.
У Джимми Уоллеса, местный авторитет Мэнни Коул отбивает девушку. Между ними начинается ссора.
Джимми Уоллес вынужден прибегнуть к насилию, когда два преступника, подручные Коула, пытаются изнасиловать его девушку и избивают его самого до полусмерти. Во время 
потасовки, в ходе которой Джимми подбирает пистолет, который уронил один из преступников, он сгоряча случайно стреляет в Коула. В панике во избежание наказания Джимми берёт в заложники посетителей придорожного кафе. Полиция окружает здание и приказывает ему добровольно сдаться, но Джимми не намерен делать этого. Конец фильма трагичен.

## В ролях
- Джек Николсон  –  Джимми Уоллес
- Гарри Лоутер – Портер, лейтенант полиции
- Каролин Митчелл – Кэрол Филдс
- Бретт Хэлси – Менни Коул
- Линн Картрайт	— Джули
- Ральф Рид — Джой
- Джон Шей – полицейский Геннон
- Барбара Надсон –	миссис Макстон
- Вильям А. Форестер – Карл Макстон
- Джон Вид – сержант Рид
- Эд Нельсон – Рик Коннор